# Regeringen Torp
Regeringen Torp var en norsk regering. Den satt från 19 november 1951 till 21 januari 1955. Det var en ren Arbeiderparti-regering. Statsminister var Oscar Torp och utrikesminister var Halvard Lange.